# Erick Pulgar
Erick Antonio Pulgar Farfán (Antofagasta, 15 gennaio 1994) è un calciatore cileno, centrocampista del Flamengo e della nazionale cilena.

## Caratteristiche tecniche
Mediano dalle spiccate qualità tecniche individuali, giocando spesso come regista, possiede una buona visione di gioco, dote che gli permette in costruzione di verticalizzare lanciando palloni precisi per i compagni offensivi. Caparbio anche in interdizione, non tira mai indietro il piede ed è sempre pronto al duello fisico. Si dimostra inoltre un ottimo tiratore dei calci piazzati, ma soprattutto è un eccellente rigorista: ha messo a segno in carriera 12 penalty su 14 calciati.

## Carriera

### Club

#### Gli esordi in Cile: Deportes Antofagasta e Universidad Católica
Nato e cresciuto in Cile, inizialmente impiegato nel ruolo di difensore, debutta all'età di 17 anni nella Serie B cilena con il Deportes Antofagasta. Dopo un periodo di ambientamento nella massima serie cilena, conquistata al termine della stagione 2011, inizia ad essere schierato a centrocampo, come regista o mezzala con licenza di inserimento. Le prestazioni nel nuovo ruolo gli consentono di conquistare il posto da titolare e di collezionare complessivamente 49 presenze e 2 reti nelle quattro stagioni disputate nel Deportes Antofagasta. Nel luglio 2014 viene acquistato dalla Universidad Católica, compagine in cui le 7 reti messe a segno in 35 partite di campionato gli valgono la convocazione in nazionale maggiore da parte del Commissario Tecnico Jorge Sampaoli.

#### Bologna
Il 7 agosto 2015 si trasferisce a titolo definitivo al Bologna.. L'esordio in maglia rossoblu, ed in Serie A, avviene il 22 agosto seguente, alla prima giornata di campionato, quando subentra a Marco Crimi nella gara in trasferta contro la Lazio, terminata con il punteggio di 2-1 in favore dei biancocelesti. Il 4 febbraio 2018 nell'incontro con la Fiorentina valevole per il campionato di Serie A realizza il gol del momentaneo pareggio, direttamente da corner, proprio come aveva realizzato Jordan Veretout nello stesso match qualche minuto prima. I 3 punti sono poi stati portati a casa dalla viola, che vinse per 2-1 grazie al goal di Federico Chiesa.
L'11 gennaio 2019 ha rinnovato il contratto con il Bologna, trovando poi le sue prime due reti del quarto campionato in rossoblu nel seguente marzo, realizzando due calci di rigore nelle vittorie consecutive contro Cagliari e Torino, molto importanti nella lotta per la salvezza. L'8 aprile, nella sfida salvezza col Chievo, realizza la sua prima doppietta in serie A, trasformando due calci di rigore nella partita vinta poi per 3-0.

#### Fiorentina
Il 9 agosto 2019 viene acquistato a titolo definitivo dalla Fiorentina per circa 10 milioni di euro. L'esordio con i viola avviene il successivo 18 agosto nel terzo turno di Coppa Italia vinto per 3-1 in casa contro il Monza, mentre il suo primo goal con la maglia della viola, arriva su rigore nella prima di campionato il 24 agosto seguente, portando provvisoriamente in vantaggio la squadra viola, nella sfida interna contro il Napoli, partita poi persa per 3-4. Il 5 luglio del 2020 sigla una doppietta decisiva nella vittoria per 2-1 in trasferta contro il Parma, segnando entrambe le reti su calcio di rigore. Nella sua prima stagione con la viola si conferma una pedina fondamentale nella scacchiera prima di Montella e poi di Iachini. Totalizzerà ben trentasette presenze e 7 gol.
L'anno successivo, visto che il rigorista viola diventa Dušan Vlahović, realizza solo una rete.
Nel 2021-2022, complice l'arrivo di Lucas Torreira, trova poco spazio prima di venire ceduto nel mercato invernale.

#### Prestito al Galatasaray
Il 3 febbraio 2022 viene ceduto in prestito al Galatasaray.

#### Flamengo
Il 30 luglio 2022 viene ufficializzata la sua cessione a titolo definitivo al Flamengo per circa 2,5 milioni di euro; il giocatore firma un contratto col club brasiliano fino al 2025.

### Nazionale
Fa il suo esordio nella nazionale cilena il 29 gennaio del 2015, nell'amichevole disputata contro la nazionale statunitense vinta dal Cile per 3-2. Successivamente a distanza di un anno e mezzo dal debutto in nazionale, viene convocato per la Copa América Centenario negli Stati Uniti. Gioca una sola partita il 22 giugno 2016, nella semifinale vinta per 2-0 contro la Colombia, subentrando al 30º di gioco al posto di Pedro Pablo Hernández.
Si guadagna il posto da titolare alla vigilia della Copa America 2019. Nelle sei partite del torneo, giocate tutte da titolare, segna un gol all'esordio il 18 giugno, nella gara contro il Giappone. Il 29 giugno successivo, sigla anche uno dei rigori, nel quarto di finale vinto dalla Roja ai calci di rigore contro la Colombia. Complessivamente, riveste un ruolo determinante nella squadra, chiudendo nel migliore dei modi la sua stagione più prolifica.

## Statistiche

### Presenze e reti nei club
Statistiche aggiornate al 10 luglio 2025
| Stagione                | Squadra                 | Campionato              | Campionato | Campionato | Coppe nazionali | Coppe nazionali | Coppe nazionali | Coppe continentali | Coppe continentali | Coppe continentali | Altre coppe | Altre coppe | Altre coppe | Totale | Totale |
| Stagione                | Squadra                 | Comp                    | Pres       | Reti       | Comp            | Pres            | Reti            | Comp               | Pres               | Reti               | Comp        | Pres        | Reti        | Pres   | Reti   |
| ----------------------- | ----------------------- | ----------------------- | ---------- | ---------- | --------------- | --------------- | --------------- | ------------------ | ------------------ | ------------------ | ----------- | ----------- | ----------- | ------ | ------ |
| 2011                    | Dep. Antofagasta        | PB                      | 1          | 0          | CC              | 0               | 0               | -                  | -                  | -                  | -           | -           | -           | 1      | 0      |
| 2012                    | Dep. Antofagasta        | PD                      | 0          | 0          | CC              | 3               | 0               | -                  | -                  | -                  | -           | -           | -           | 3      | 0      |
| 2013                    | Dep. Antofagasta        | PD                      | 5          | 2          | CC              | 6               | 0               | -                  | -                  | -                  | -           | -           | -           | 11     | 2      |
| 2013-2014               | Dep. Antofagasta        | PD                      | 32         | 0          | CC              | 2               | 0               | -                  | -                  | -                  | -           | -           | -           | 34     | 0      |
| Totale Dep. Antofagasta | Totale Dep. Antofagasta | Totale Dep. Antofagasta | 38         | 2          |                 | 11              | 0               |                    | -                  | -                  |             | -           | -           | 49     | 2      |
| 2014-2015               | Universidad Católica    | PD                      | 35         | 7          | CC              | 3               | 1               | CS                 | 2                  | 0                  | -           | -           | -           | 40     | 8      |
| 2015-2016               | Bologna                 | A                       | 13         | 0          | CI              | 0               | 0               | -                  | -                  | -                  | -           | -           | -           | 13     | 0      |
| 2016-2017               | Bologna                 | A                       | 27         | 1          | CI              | 3               | 0               | -                  | -                  | -                  | -           | -           | -           | 30     | 1      |
| 2017-2018               | Bologna                 | A                       | 32         | 3          | CI              | 1               | 0               | -                  | -                  | -                  | -           | -           | -           | 33     | 3      |
| 2018-2019               | Bologna                 | A                       | 28         | 6          | CI              | 2               | 0               | -                  | -                  | -                  | -           | -           | -           | 30     | 6      |
| Totale Bologna          | Totale Bologna          | Totale Bologna          | 100        | 10         |                 | 6               | 0               |                    | -                  | -                  |             | -           | -           | 106    | 10     |
| 2019-2020               | Fiorentina              | A                       | 37         | 7          | CI              | 4               | 0               | -                  | -                  | -                  | -           | -           | -           | 41     | 7      |
| 2020-2021               | Fiorentina              | A                       | 31         | 1          | CI              | 2               | 0               | -                  | -                  | -                  | -           | -           | -           | 33     | 1      |
| 2021-gen. 2022          | Fiorentina              | A                       | 6          | 0          | CI              | 2               | 0               | -                  | -                  | -                  | -           | -           | -           | 8      | 0      |
| Totale Fiorentina       | Totale Fiorentina       | Totale Fiorentina       | 74         | 8          |                 | 8               | 0               |                    | -                  | -                  |             | -           | -           | 82     | 8      |
| gen.-giu. 2022          | Galatasaray             | SL                      | 11         | 0          | CT              | 0               | 0               | UEL                | 0                  | 0                  | -           | -           | -           | 11     | 0      |
| lug.-nov. 2022          | Flamengo                | A/RJ+A                  | 0+6        | 0          | CB              | 0               | 0               | CL                 | 2                  | 0                  | -           | -           | -           | 8      | 0      |
| 2023                    | Flamengo                | A/RJ+A                  | 6+25       | 0+2        | CB              | 6               | 0               | CL                 | 4                  | 0                  | SdB+Cmc+RS  | 0+2+1       | 0           | 44     | 2      |
| 2024                    | Flamengo                | A/RJ+A                  | 11+23      | 0          | CB              | 7               | 0               | CL                 | 6                  | 0                  | -           | -           | -           | 47     | 0      |
| 2025                    | Flamengo                | A/RJ+A                  | 9+9        | 0+1        | CB              | 0               | 0               | CL                 | 4                  | 0                  | SdB+Cmc     | 1+3         | 0           | 26     | 1      |
| Totale Flamengo         | Totale Flamengo         | Totale Flamengo         | 26+63      | 0+3        |                 | 13              | 0               |                    | 16                 | 0                  |             | 7           | 0           | 125    | 3      |
| Totale carriera         | Totale carriera         | Totale carriera         | 347        | 30         |                 | 41              | 1               |                    | 18                 | 0                  |             | 7           | 0           | 413    | 31     |

### Cronologia presenze e reti in nazionale
| Cronologia completa delle presenze e delle reti in nazionale ― Cile | Cronologia completa delle presenze e delle reti in nazionale ― Cile | Cronologia completa delle presenze e delle reti in nazionale ― Cile | Cronologia completa delle presenze e delle reti in nazionale ― Cile | Cronologia completa delle presenze e delle reti in nazionale ― Cile | Cronologia completa delle presenze e delle reti in nazionale ― Cile | Cronologia completa delle presenze e delle reti in nazionale ― Cile | Cronologia completa delle presenze e delle reti in nazionale ― Cile |
| Data                                                                | Città                                                               | In casa                                                             | Risultato                                                           | Ospiti                                                              | Competizione                                                        | Reti                                                                | Note                                                                |
| ------------------------------------------------------------------- | ------------------------------------------------------------------- | ------------------------------------------------------------------- | ------------------------------------------------------------------- | ------------------------------------------------------------------- | ------------------------------------------------------------------- | ------------------------------------------------------------------- | ------------------------------------------------------------------- |
| 29-1-2015                                                           | Rancagua                                                            | Cile                                                                | 3 – 2                                                               | Stati Uniti                                                         | Amichevole                                                          | -                                                                   |                                                                     |
| 26-3-2015                                                           | Sankt Pölten                                                        | Iran                                                                | 2 – 0                                                               | Cile                                                                | Amichevole                                                          | -                                                                   | 46’                                                                 |
| 1-6-2016                                                            | San Diego                                                           | Messico                                                             | 1 – 0                                                               | Cile                                                                | Amichevole                                                          | -                                                                   | 77’                                                                 |
| 22-6-2016                                                           | Chicago                                                             | Colombia                                                            | 0 – 2                                                               | Cile                                                                | Coppa America Centenario - Semifinale                               | -                                                                   | 30’                                                                 |
| 11-10-2016                                                          | Ñuñoa                                                               | Cile                                                                | 2 – 1                                                               | Perù                                                                | Qual. Mondiali 2018                                                 | -                                                                   | 89’                                                                 |
| 5-10-2017                                                           | Santiago del Cile                                                   | Cile                                                                | 2 – 1                                                               | Ecuador                                                             | Qual. Mondiali 2018                                                 | -                                                                   | 90+2’                                                               |
| 10-10-2017                                                          | San Paolo                                                           | Brasile                                                             | 3 – 0                                                               | Cile                                                                | Qual. Mondiali 2018                                                 | -                                                                   | 46’                                                                 |
| 27-3-2018                                                           | Aalborg                                                             | Danimarca                                                           | 0 – 0                                                               | Cile                                                                | Amichevole                                                          | -                                                                   | 64’                                                                 |
| 4-6-2018                                                            | Graz                                                                | Serbia                                                              | 0 – 1                                                               | Cile                                                                | Amichevole                                                          | -                                                                   | 87’                                                                 |
| 11-9-2018                                                           | Suwon                                                               | Corea del Sud                                                       | 0 – 0                                                               | Cile                                                                | Amichevole                                                          | -                                                                   | 46’                                                                 |
| 17-10-2018                                                          | Santiago de Querétaro                                               | Messico                                                             | 0 – 1                                                               | Cile                                                                | Amichevole                                                          | -                                                                   | 66’                                                                 |
| 16-11-2018                                                          | Rancagua                                                            | Cile                                                                | 2 – 3                                                               | Costa Rica                                                          | Amichevole                                                          | -                                                                   |                                                                     |
| 21-11-2018                                                          | Temuco                                                              | Cile                                                                | 4 – 1                                                               | Honduras                                                            | Amichevole                                                          | -                                                                   | 80’                                                                 |
| 23-3-2019                                                           | San Diego                                                           | Messico                                                             | 3 – 1                                                               | Cile                                                                | Amichevole                                                          | -                                                                   |                                                                     |
| 27-3-2019                                                           | Houston                                                             | Stati Uniti                                                         | 1 – 1                                                               | Cile                                                                | Amichevole                                                          | -                                                                   | 70’                                                                 |
| 6-6-2019                                                            | La Serena                                                           | Cile                                                                | 2 – 1                                                               | Haiti                                                               | Amichevole                                                          | -                                                                   | 46’ 63’                                                             |
| 18-6-2019                                                           | San Paolo                                                           | Giappone                                                            | 0 – 4                                                               | Cile                                                                | Coppa America 2019 - 1º turno                                       | 1                                                                   |                                                                     |
| 21-6-2019                                                           | Salvador                                                            | Ecuador                                                             | 1 – 2                                                               | Cile                                                                | Coppa America 2019 - 1º turno                                       | -                                                                   |                                                                     |
| 24-6-2019                                                           | Rio de Janeiro                                                      | Cile                                                                | 0 – 1                                                               | Uruguay                                                             | Coppa America 2019 - 1º turno                                       | -                                                                   |                                                                     |
| 29-6-2019                                                           | San Paolo                                                           | Colombia                                                            | 0 – 0 (4 – 5 dtr)                                                   | Cile                                                                | Coppa America 2019 - Quarti di finale                               | -                                                                   |                                                                     |
| 3-7-2019                                                            | Porto Alegre                                                        | Cile                                                                | 0 – 3                                                               | Perù                                                                | Coppa America 2019 - Semifinale                                     | -                                                                   | 74’                                                                 |
| 6-7-2019                                                            | San Paolo                                                           | Argentina                                                           | 2 – 1                                                               | Cile                                                                | Coppa America 2019 - Finale 3º posto                                | -                                                                   | 45+1’                                                               |
| 12-10-2019                                                          | Alicante                                                            | Colombia                                                            | 0 – 0                                                               | Cile                                                                | Amichevole                                                          | -                                                                   |                                                                     |
| 15-10-2019                                                          | Alicante                                                            | Guinea                                                              | 2 – 3                                                               | Cile                                                                | Amichevole                                                          | -                                                                   | 65’                                                                 |
| 13-11-2020                                                          | Santiago del Cile                                                   | Cile                                                                | 2 – 0                                                               | Perù                                                                | Qual. Mondiali 2022                                                 | -                                                                   | 71’                                                                 |
| 17-11-2020                                                          | Caracas                                                             | Venezuela                                                           | 2 – 1                                                               | Cile                                                                | Qual. Mondiali 2022                                                 | -                                                                   | 89’                                                                 |
| 3-6-2021                                                            | Santiago del Estero                                                 | Argentina                                                           | 1 – 1                                                               | Cile                                                                | Qual. Mondiali 2022                                                 | -                                                                   |                                                                     |
| 8-6-2021                                                            | Santiago del Cile                                                   | Cile                                                                | 1 – 1                                                               | Bolivia                                                             | Qual. Mondiali 2022                                                 | 1                                                                   | 55’                                                                 |
| 14-6-2021                                                           | Rio de Janeiro                                                      | Argentina                                                           | 1 – 1                                                               | Cile                                                                | Coppa America 2021 - 1º turno                                       | -                                                                   |                                                                     |
| 18-6-2021                                                           | Cuiabá                                                              | Cile                                                                | 1 – 0                                                               | Bolivia                                                             | Coppa America 2021 - 1º turno                                       | -                                                                   |                                                                     |
| 21-6-2021                                                           | Cuiabá                                                              | Uruguay                                                             | 1 – 1                                                               | Cile                                                                | Coppa America 2021 - 1º turno                                       | -                                                                   |                                                                     |
| 2-7-2021                                                            | Rio de Janeiro                                                      | Brasile                                                             | 1 – 0                                                               | Cile                                                                | Coppa America 2021 - Quarti di finale                               | -                                                                   |                                                                     |
| 2-9-2021                                                            | Santiago del Cile                                                   | Cile                                                                | 0 – 1                                                               | Brasile                                                             | Qual. Mondiali 2022                                                 | -                                                                   |                                                                     |
| 9-9-2021                                                            | Quito                                                               | Colombia                                                            | 3 – 1                                                               | Cile                                                                | Qual. Mondiali 2022                                                 | -                                                                   |                                                                     |
| 7-10-2021                                                           | Lima                                                                | Perù                                                                | 2 – 0                                                               | Cile                                                                | Qual. Mondiali 2022                                                 | -                                                                   | 72’                                                                 |
| 10-10-2021                                                          | Santiago del Cile                                                   | Cile                                                                | 2 – 0                                                               | Paraguay                                                            | Qual. Mondiali 2022                                                 | -                                                                   |                                                                     |
| 14-10-2021                                                          | Santiago del Cile                                                   | Cile                                                                | 3 – 0                                                               | Venezuela                                                           | Qual. Mondiali 2022                                                 | 2                                                                   | 72’                                                                 |
| 27-1-2022                                                           | Calama                                                              | Cile                                                                | 1 – 2                                                               | Argentina                                                           | Qual. Mondiali 2022                                                 | -                                                                   | 76’                                                                 |
| 1-2-2022                                                            | La Paz                                                              | Bolivia                                                             | 2 – 3                                                               | Cile                                                                | Qual. Mondiali 2022                                                 | -                                                                   | 67’                                                                 |
| 29-3-2022                                                           | Santiago del Cile                                                   | Cile                                                                | 0 – 2                                                               | Uruguay                                                             | Qual. Mondiali 2022                                                 | -                                                                   |                                                                     |
| 23-9-2022                                                           | Cornellà de Llobregat                                               | Marocco                                                             | 2 – 0                                                               | Cile                                                                | Amichevole                                                          | -                                                                   | 46’                                                                 |
| 16-6-2023                                                           | Viña del Mar                                                        | Cile                                                                | 5 – 0                                                               | Rep. Dominicana                                                     | Amichevole                                                          | -                                                                   | 57’                                                                 |
| 20-6-2023                                                           | Santa Cruz de la Sierra                                             | Bolivia                                                             | 0 – 0                                                               | Cile                                                                | Amichevole                                                          | -                                                                   |                                                                     |
| 8-9-2023                                                            | Montevideo                                                          | Uruguay                                                             | 3 – 1                                                               | Cile                                                                | Qual. Mondiali 2026                                                 | -                                                                   | 34’                                                                 |
| 12-9-2023                                                           | Santiago del Cile                                                   | Cile                                                                | 0 – 0                                                               | Colombia                                                            | Qual. Mondiali 2026                                                 | -                                                                   |                                                                     |
| 12-10-2023                                                          | Santiago del Cile                                                   | Cile                                                                | 2 – 0                                                               | Perù                                                                | Qual. Mondiali 2026                                                 | -                                                                   | 76’                                                                 |
| 16-11-2023                                                          | Santiago del Cile                                                   | Cile                                                                | 0 – 0                                                               | Paraguay                                                            | Qual. Mondiali 2026                                                 | -                                                                   |                                                                     |
| 21-11-2023                                                          | Quito                                                               | Ecuador                                                             | 1 – 0                                                               | Cile                                                                | Qual. Mondiali 2026                                                 | -                                                                   | 44’ 70’                                                             |
| 11-6-2024                                                           | Santiago del Cile                                                   | Cile                                                                | 3 – 0                                                               | Paraguay                                                            | Amichevole                                                          | -                                                                   | 63’                                                                 |
| 21-6-2024                                                           | Arlington                                                           | Perù                                                                | 0 – 0                                                               | Cile                                                                | Coppa America 2024 - 1º turno                                       | -                                                                   | 22’                                                                 |
| 25-6-2024                                                           | East Rutherford                                                     | Cile                                                                | 0 – 1                                                               | Argentina                                                           | Coppa America 2024 - 1º turno                                       | -                                                                   | 76’                                                                 |
| 29-6-2024                                                           | Orlando                                                             | Canada                                                              | 0 – 0                                                               | Cile                                                                | Coppa America 2024 - 1º turno                                       | -                                                                   | 46’                                                                 |
| 10-9-2024                                                           | Santiago del Cile                                                   | Cile                                                                | 1 – 2                                                               | Bolivia                                                             | Qual. Mondiali 2026                                                 | -                                                                   | 41’                                                                 |
| 15-10-2024                                                          | Barranquilla                                                        | Colombia                                                            | 4 – 0                                                               | Cile                                                                | Qual. Mondiali 2026                                                 | -                                                                   | 77’ 84’                                                             |
| Totale                                                              |                                                                     | Presenze                                                            | 54                                                                  |                                                                     | Reti                                                                | 4                                                                   |                                                                     |

## Palmarès

### Club

#### Competizioni statali
- Campionato carioca: 2

Flamengo: 2024, 2025
- Taça Guanabara: 2

Flamengo: 2024, 2025

#### Competizioni nazionali
- Coppa del Brasile: 1

Flamengo: 2024
- Supercoppa del Brasile: 1

Flamengo: 2025

#### Competizioni internazionali
- Coppa Libertadores: 1

Flamengo: 2022

### Nazionale
- Coppa America: 1

USA 2016